# 八台镇 (万源市)
八台镇，是中华人民共和国四川省达州市万源市下辖的一个乡镇级行政单位。
2015年，撤销八台乡，设立八台镇，以原八台乡所属行政区域为八台镇的行政区域。
2020年6月，撤销堰塘乡，将其所属行政区域划归八台镇管辖。

## 行政区划
八台镇下辖以下地区：
田坝村、漆树坪村、桅杆坪村、鸡冠寨村、天池坝村和梨树垭村。